# Dick Scott (baseball, 1962)
Richard Edward Scott (né le 19 juillet 1962 à Ellsworth, Maine, États-Unis) est un instructeur, dirigeant et ancien joueur de baseball.

## Carrière

### Joueur
Ancien joueur à la position d'arrêt-court, Dick Scott joue trois matchs pour les Athletics d'Oakland de la Ligue majeure de baseball en 1989. Il ne réussit aucun coup sûr en deux passages au bâton mais récolte un point produit à sa première présence dans les majeures le 19 mai 1989, lorsque son retrait sur une balle frappée à l'avant-champ permet à un coéquipier de marquer.
Scott joue professionnellement de 1981 à 1990, presque exclusivement en ligues mineures, avec des clubs affiliés aux Yankees de New York et aux Athletics d'Oakland. Il est repêché par les Yankees au 17e tour de sélection en juin 1981.

### Entraîneur et dirigeant
Après sa retraite de joueur, Scott est gérant de clubs des ligues mineures affiliés aux Athletics d'Oakland de 1991 à 1996 puis un affilié aux White Sox de Chicago en 1997. Il est nommé gérant de l'année de la Ligue de l'Arizona en 1991, de la Northwest League en 1993, puis de la California League en 1994. Le USA Today le nomme meilleur gérant de toutes les ligues mineures en 1994.
Il est ensuite un dépisteur des Diamondbacks de l'Arizona de 1998 à 2001, directeur du développement des joueurs chez les Blue Jays de Toronto de 2001 à 2009. Coordinateur en ligues mineures pour les Astros de Houston en 2010, il occupe des fonctions similaires dans l'organisation des Mets de New York en 2011 et 2012 avant d'être élevé au poste de directeur du développement des joueurs.

#### Mets de New York
En décembre 2015, il est engagé pour remplacer Bob Geren comme instructeur de banc des Mets de New York à compter de la saison 2016.
Scott dirige les Mets pour un match, perdu 5-3 face aux Brewers de Milwaukee le 12 juin 2016, comme remplaçant du gérant Terry Collins, brièvement hospitalisé.